# Nyíregyháza tömegközlekedése
Nyíregyháza tömegközlekedését a Máv személyszállítási zrt. látja el, korábban ez az Észak-magyarországi Közlekedési Központ, még korábban a Szabolcs Volán feladata volt. A korábbi villamosközlekedés megszűnt. A városban 61 autóbuszvonalon van közlekedés.
A Vasútállomás, az Autóbusz-állomás, Örökösföld és a Jósaváros a legforgalmasabb, ugyanis ezeken a helyeken található több helyi járat végállomása.
2020. augusztus 20-tól új, a teljes addigi hálózatot átfogó menetrend lépett életbe, melyben gyökeresen megváltoztatták a nyíregyházi közösségi közlekedést, azóta történtek kisebb-nagyobb finomhangolások (például szeptember elsejével kezdődően), évente pedig átfogó felülvizsgálatot végeznek annak érdekében, hogy a lehető legjobban ki tudják szolgálni az utazóközönség érdekeit.

## Viszonylatok
Nyíregyházán jelenleg 61 autóbuszvonalon van közlekedés, ebből 40 belterületi, 5 külterületi és 3 éjszakai, illetve 13 autóbuszvonal az ipari területeken dolgozók közlekedését segíti.
A 61 autóbuszvonalból 45 alapjáratként, 16 pedig betétjáratként funkcionál. A betétjáratok a következő betűkkel vannak ellátva:
- "A", amelyek egy adott alapjárathoz képest rövidebb útvonalon közlekednek (1A; 3A; 5A; 8A; 9A; 25A; 30A)
- "E", amelyek expresszjáratként közlekednek, azaz az útvonalukon nem minden megállót, kizárólag a jelentősebb megállókat érintik (90E; 93E; 95E)

- "F", amely az alapjárattal az útvonal egyik végén hurokjáratként, ahhoz képest ellentétes irányban közlekedik (14F)
- "J", amely az alapjárat útvonalához képest a két végállómás között tesz egy kitérőt néhány plusz megállóban (10J)
- "L", amelyek útvonalának egyik vége eltér az alapjárat útvonalától (94L; 95L)
- "Y", amelyek útvonalának egyik vége vagy a két végállomás közötti szakasz egy része eltér az alapjárat útvonalától (4Y; 10Y; 11Y; 13Y)

A külterületi járatok "H" betűvel vannak ellátva a számjelzésük előtt (H30; H31; H32; H35; H40).
| Járatszám | Útvonal |
| 1-es busz | Autóbusz-állomás – Repülőtér |
| 1A-s busz | Autóbusz-állomás – Vásártér |
| 2         | Autóbusz-állomás – Borbánya, Csárda utcai forduló – Alma utcai iskola                                                                    |
| 3         | Sóstói úti kórház – Autóbusz-állomás – Kistelekiszőlő – Rozsrét                                                                          |
| 3A        | Autóbusz-állomás – Kistelekiszőlő – Rozsét                                                                                               |
| 4         | Autóbusz-állomás – Oros, Takarék köz |
| 4Y        | Autóbusz-állomás –Oros, Takarék köz – Oros, Temető                                                                                       |
| 5         | Örökösföld – Jósaváros – Sóstói úti kórház                                                                                               |
| 5A        | Örökösföld – Jósaváros |
| 7         | Vasútállomás – Jósaváros |
| 8         | Vasútállomás – Sóstói úti kórház – Sóstógyógyfürdő                                                                                       |
| 8A        | Vasútállomás – Sóstói úti kórház |
| 9         | Örökösföld – Huszár telep |
| 9A        | Huszár telep – Fészek utca – Huszár telep                                                                                                |
| 10        | Örökösföld – Vasútállomás – Nyírszőlős                                                                                                   |
| 10J       | Örökösföld – Vasútállomás – Jókai telep – Autóbusz-állomás                                                                               |
| 10Y       | Örökösföld – Kórház – Vasútállomás – Nyírszőlős                                                                                          |
| 11        | Örökösföld – Egyház u. – Örökösföld |
| 11Y       | Örökösföld – Egyház utca – Örökösföld |
| 12        | Sóstói úti kórház – Vasútállomás – Vasúti alujáró                                                                                        |
| 13        | Sóstói úti kórház – Debreceni út – Tünde utca – Alma utcai iskola                                                                        |
| 13Y       | Sóstói úti kórház – Kistelekiszőlő – Alma utcai iskola                                                                                   |
| 14        | Vasútállomás – Sóstóhegy |
| 14F       | Vasútállomás – Sóstóhegy |
| 15        | Vasútállomás – Kodály Zoltán Általános Iskola – Jósaváros – Sóstóhegy                                                                    |
| 17        | Örökösföld – Rendelőintézet – Szélsőbokori út                                                                                            |
| 18        | Vasútállomás – Országzászló tér – Jósaváros – TESCO Áruház – Örökösföld                                                                  |
| 19        | Örökösföld – Szélsőbokori út - Huszártelep                                                                                               |
| 20        | Vasútállomás – Örökösföld – Vasútállomás (körjárat)                                                                                      |
| 21        | Vasútállomás – Örökösföld – Vasútállomás (körjárat)                                                                                      |
| 22        | Autóbusz-állomás – Alma utcai iskola |
| 24        | Sóstói úti kórház – Autóbusz-állomás – Kistelekiszőlő                                                                                    |
| 25        | Vasútállomás – Északi körút – Alma utcai iskola                                                                                          |
| 25A       | Vasútállomás – Északi körút – Jósaváros                                                                                                  |
| 27        | Vasútállomás – Szélsőbokori út – Jósaváros                                                                                               |
| 29        | Vasútállomás – Esélycenrum |
| 30        | Sóstói úti kórház – Autóbusz-állomás – Rozsrét                                                                                           |
| 30A       | Autóbusz-állomás – Rozsét |
| 44        | Vasútállomás – Jósaváros – Örökösföld – Oros, Magyar utca 5                                                                              |
| 49        | Huszár telep – Michelin – Örökösföld – Orosi elágazás - Oros, Takarék köz                                                                |
| 55        | Örökösföld – Jósaváros – Sóstói úti kórház – Sóstógyógyfürdő                                                                             |
| 90        | Autóbusz-állomás – Vasútállomás – Electrolux                                                                                             |
| 90E       | Sóstói úti kórház – Autóbusz-állomás – Révész-Michelin logisztikai központ (gyorsjárat)                                                  |
| 91        | Autóbusz-állomás – Electrolux – Rozsrét                                                                                                  |
| 92        | Sóstói úti kórház – LEGO |
| 93        | Vasútállomás – Autóbusz-állomás – LEGO                                                                                                   |
| 93E       | Örökösföld – Autóbusz-állomás – LEGO |
| 94        | Jósavárosi piac – Sóstói úti kórház – MICHELIN                                                                                           |
| 94L       | Jósavárosi piac – Sóstói úti kórház – MICHELIN – LEGO                                                                                    |
| 95        | Örökösföld – Autóbusz-állomás – MICHELIN – Huszár telep                                                                                  |
| 95E       | Vasútállomás – Autóbusz-állomás – MICHELIN                                                                                               |
| 95L       | Örökösföld – Autóbusz-állomás – MICHELIN – LEGO                                                                                          |
| 96        | Autóbusz-állomás – Alma utcai iskola |
| 97        | Örökösföld – Ipari park, Sematic |
| H30       | Sóstói úti kórház - Autóbusz-állomás – Újsortanya – Butykasor – Oláhrét                                                                  |
| H31       | Autóbusz-állomás – Újsortanya – Butykasor – Oláhrét                                                                                      |
| H32       | Autóbusz-állomás – Nyírjes – Nagyszállás                                                                                                 |
| H35       | Autóbusz-állomás – Alsóbandúr – Polyákbokor – Felsősima                                                                                  |
| H40       | Autóbusz-állomás – Kazárbokor – Sulyánbokor                                                                                              |
| 900       | Vasútállomás – Sóstógyógyfürdő – Örökösföld – Vasútállomás                                                                               |
| 901       | Szakiskola és Kollégium – Vasútállomás – Jósaváros – Örökösföld – Vasútállomás – Kertváros – Szakiskola és Kollégium                     |
| 902       | Szakiskola és Kollégium – Vasútállomás – Jósaváros – Örökösföld – Vasútállomás – Alma utcai iskola – Kertváros – Szakiskola és Kollégium |

## Járműpark
Nyíregyháza helyi tömegközlekedését összesen 84 autóbusz szolgálja ki, melyek közül alacsonypadlós és magaspadlós.
- 22 Solaris Urbino 12 szóló
- 10 Solaris Urbino 15 háromtengelyes szóló
- 4 Solaris Urbino 18 csuklós
- 3 Volvo 7700A csuklós
- 1 Credo EN9,5 szóló
- 36 MAN Lion’s City A21 CNG szóló
- 5 MAN Lion’s City A40 CNG csuklós
- 3 Mercedes-Benz Conecto szóló
- 3 Isuzu Citibus midi

## Az egykori villamosközlekedés

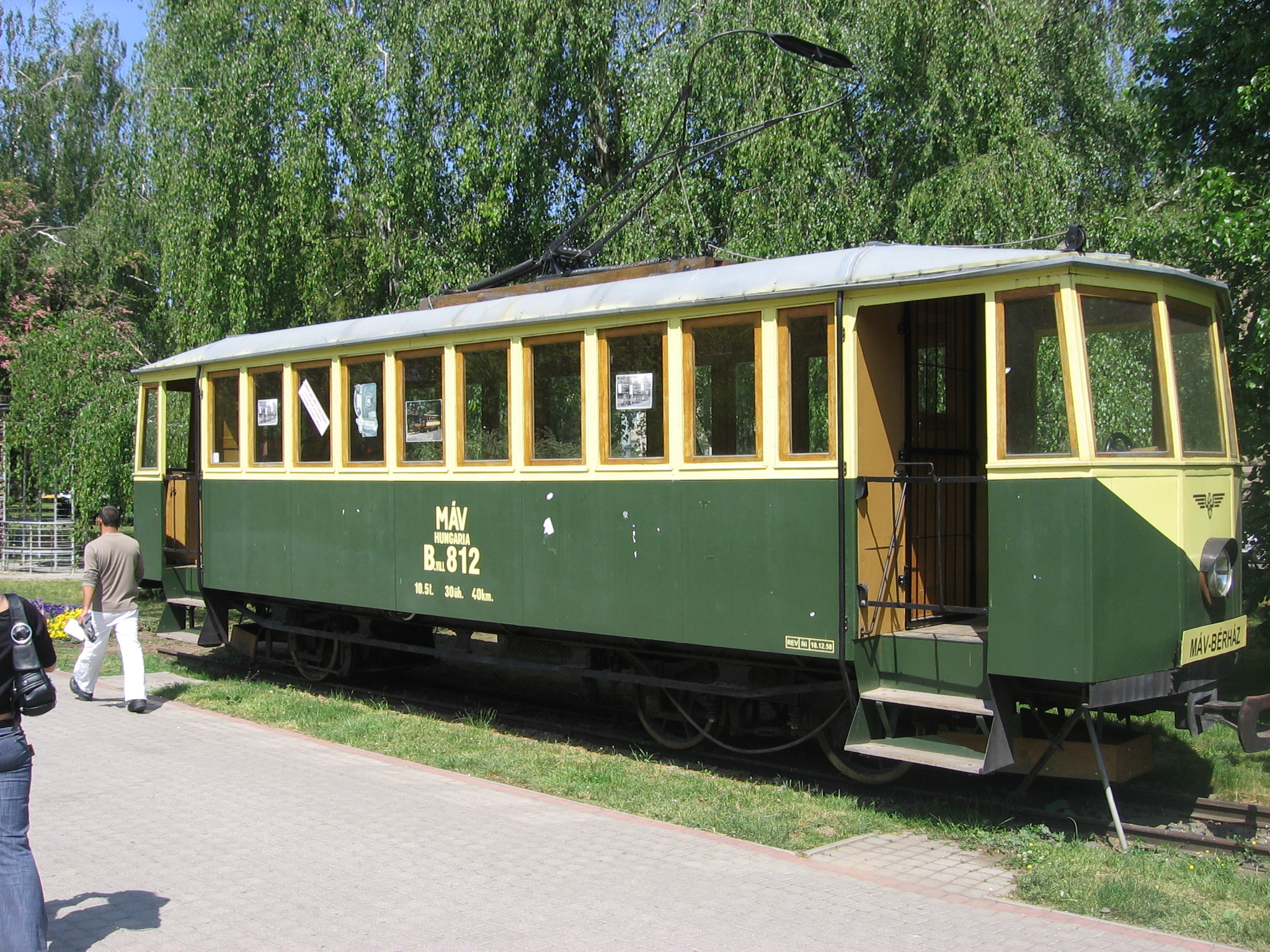
Az egyetlen megmaradt nyíregyházi villamos

A nyíregyházi villamost 1911-ben adták át, 58 évig működött az egyetlen villamosvonal. A vasútállomás és Sóstó között közlekedett, naponta több ezer ember utazott rajta, egészen 1969-ig, amikor megszűnt a villamosvonal.
Ma már csak egy villamos van Nyíregyháza belvárosában kiállítva, de ezt 2013 nyarán vandálok megrongálták.
A nyíregyházi villamos visszaállítása hivatalosan nincs tervben. Volt néhány tervező, akik a saját tetszésük szerint megtervezték az új hálózatot, de ezek nem hivatalos tervek voltak.

## Utastájékoztatás
Nyíregyházán az összes autóbusz külső kijelzőjén az induló és az érkező állomást is feltüntetik, ezen felül megjelenítik még az adott járat legfontosabb megállóit is. Az összes autóbuszban szöveges és hangos utastájékoztatás is van.